# Budd Boetticher
Budd Boetticher, nascido Oscar Boetticher Júnior (Chicago, Illinois, 29 de julho de 1916 — Ramona, Califórnia, 29 de novembro de 2001), foi um diretor de cinema e TV estadunidense.

## Carreira
Boetticher foi jogador de basquete e futebol americano, boxeador e toureiro, antes de dedicar-se ao cinema, onde estreou como conselheiro técnico do filme Sangue e Areia (Blood and Sand, 1941), de Rouben Mamoulian, um filme sobre touradas, assim como o são vários de seus próprios longa-metragens: Paixão de Toureiro (Bullfighter and the Lady, 1951), com Robert Stack, O Magnífico Matador (The Magnificent Matador, 1955), com Anthony Quinn e o documentário Arruza, de 1972. Especialista em filmes de ação, ficou famoso principalmente pelos sete westerns que realizou com o ator Randolph Scott na década de 1950, entre eles Sete Homens Sem Destino (Seven Men from Now, 1956), Fibra de Herói (Buchanan Rides Alone, 1958) e O Homem Que Luta Só (Ride Lonesome, 1959).
A sorte de Boetticher mudou quando foi para o México em 1961 para filmar o documentário sobre Carlos Arruza, seu amigo toureiro. Numa sucessão de desastres, ele foi preso, colocado em um asilo de loucos, quase morreu duas vezes, foi internado em hospitais, sua esposa divorciou-se dele e Arruza mais três integrantes de sua equipe técnica morreram em um acidente de carro. Na sequência, associou-se a Audie Murphy, mas disso resultou apenas um filme, pois Murphy também morreu em um acidente de avião. Sem ofertas de trabalho, passou a criar cavalos em seu rancho, em Ramona, onde veio a falecer de câncer.
Na televisão, trabalhou em séries desde 1954 (The Public Defender) até 1961 (O Homem do Rifle/The Rifleman), passando também por Maverick e Zane Grey Theater, entre outras.

## Filmografia
Todos os títulos em português referem-se a exibições no Brasil.
- 1944 O Caso do Diamante Azul (One Mysterious Night)
- 1944 O Aviso da Morte (The Missing Juror)
- 1944 Youth on Trial
- 1945 A Guy, a Gal and a Pal
- 1945 Crime nas Brumas (Escape in the Fog)
- 1945 The Fleet That Came to Stay; curta-metragem
- 1948 Assigned to Danger
- 1948 Behind Locked Doors
- 1949 Caçadores de Lobo (The Wolf Hunters)
- 1949 O Chicote Fatal (Black Midnight)
- 1950 Mares Sangrentos (Killer Shark)
- 1951 Paixão de Toureiro (Bullfighter and the Lady)
- 1951 A Espada de D'Artagnan (The Sword of D'Artagnan)
- 1951 O Último Duelo (The Cimarron Kid)
- 1952 Desafio (Bronco Buster)
- 1952 Arrancada da Morte (Red Ball Express)
- 1952 Império do Pavor (Horizons West)
- 1953 Cidade Submersa (City Beneath the Sea)
- 1953 Revolta do Desespero (Wings of the Hawk)
- 1953 Ao Sul de Sumatra (East of Sumatra)
- 1953 Sangue Por Sangue (The Man from the Alamo)
- 1953 Seminole (Seminole)
- 1955 O Magnífico Matador (The Magnificent Matador)
- 1956 O Assassino Anda Solto (The Killer Is Loose)
- 1956 Sete Homens sem Destino (Seven Men from Now)
- 1957 Entardecer Sangrento (Decision at Sundown)
- 1957 O Resgate do Bandoleiro (The Tall T)
- 1958 Fibra de Herói (Buchanan Rides Alone)
- 1958 Um Homem de Coragem (Westbound)
- 1959 O Rei dos Facínoras (The Rise and Fall of Legs Diamond)
- 1959 O Homem que Luta Só (Ride Lonesome)
- 1960 Cavalgada Trágica (Comanche Station)
- 1968 Arruza; documentário
- 1969 A Time for Dying
- 1984 Lusitano; documentário
- 1985 My Kingdom for…; documentário